# シャル・ウィ・ダンス? (曲)
『シャル・ウィ・ダンス?』（英語: Shall We Dance?）は、1951年に初演されたロジャース&ハマースタインのミュージカル『王様と私』のショー・チューン。
オリジナル・ブロードウェイ・プロダクションでは、アンナ役のガートルード・ローレンス、王様役のユル・ブリンナーが歌唱した。ロンドンのオリジナル・ウエスト・エンド・プロダクションでは、アンナ役のヴァレリー・ホブソン、1956年の映画『王様と私』では、デボラ・カーの吹替でマーニ・ニクソンが歌唱した。
主に王様の視点による『The Song of the King 』の次の曲である。アンナと王様が「愛」の意味について議論し、王様は「単なる快楽のばかげた複雑化」で「おとぎ話」と主張し、愛は現実に自然に存在すると信じるアンナと対立した後、アンナがイギリス式ダンスが好きだったことを思い出す。アンナは王様に簡単な方法で愛について説明しようとし、一目ぼれの経験を歌で語る。
この曲は「踊りませんか」の意味の題名通り、アンナと王様によるポルカ後の、ダンス・シーンで有名である。王様は飛び跳ねるように大げさに踊る。通常このダンス・シーンは舞台を広く使用して行われる。
2004年にニクソンとブリンナーによる映画版が、アメリカ映画主題歌ベスト100の第54位にランクインした。

## カバー
1996年1月27日に公開された、周防正行監督の日本映画『Shall we ダンス?』はこの曲からタイトルが採られ、大貫妙子によるカバー曲が主題歌となっている。
- 2020年2月14日から、映画の撮影が行われた角川大映スタジオの最寄り駅である京王電鉄相模原線の京王多摩川駅で、本曲が接近メロディとして採用された[4]。なお、これは京王電鉄と調布市の地域活性化事業「映画のまち調布」とのタイアップによるもので[4][5]、同日より同じ調布市内にある京王線の布田駅でも、接近メロディに映画主題歌（いつでも夢を[注釈 1]）が採用されている[4][5]。